# Cattenom
Cattenom là một xã trong vùng Grand Est, thuộc tỉnh Moselle, quận Thionville-Est, tổng Cattenom. Tọa độ địa lý của xã là 49° 22' vĩ độ bắc, 06° 14' kinh độ đông. Xã có diện tích 25,47 km², dân số vào thời điểm 1999 là 2190 người; mật độ dân số là 86 người/km². Xã nằm khoảng 8 km về phía bắc của thành phố Thionville.